# Paterson Museum
 (mars 2024).
Le contenu est difficilement compréhensible vu les erreurs de traduction, qui sont peut-être dues à l'utilisation d'un logiciel de traduction automatique.
Le Paterson Museum est un musée américain à Paterson, dans le comté de Passaic, au New Jersey. Établi en 1925, il déménage en 1927 et 1982, date depuis laquelle il occupe un ancien bâtiment de Rogers Locomotive and Machine Works protégé au sein du Paterson Great Falls National Historical Park.
On y trouve, notamment, le sous-marin Fenian Ram construit en 1881 pour le Fenian Brotherhood.

## Inventaire
Le musée possède quelques objets anciens trouvés remarquables. Il propose une gamme de vieux fusils, d'artefacts amérindiens, de pierres précieuses et de vieilles locomotives. De nombreuses visites viennent constamment des écoles et d'autres villes pour inspecter et vérifier ces anciens objets. Le musée possède en outre une belle collection de peintures, bien que pour faire de la place à des objets plus «notables», ils ont mis beaucoup de ces peintures en possession personnelle.

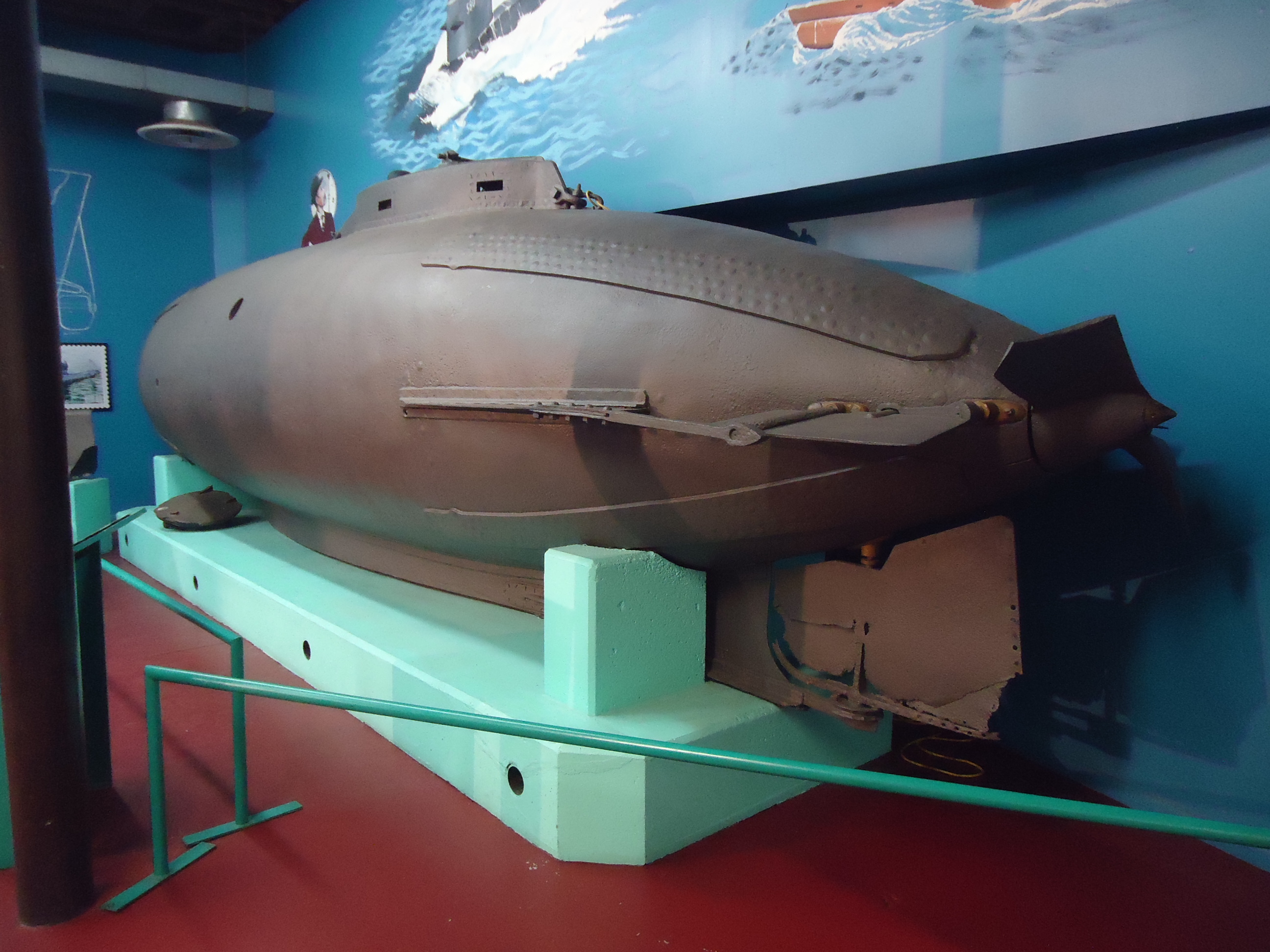
Fenian Ram

Le musée possède une vaste collection de médicaments utilisés au début des années 1900, ainsi que de belles peintures de couvertures de médicaments. Le nombre d'anciens bouchons de médicaments qu'ils possèdent varie par centaines. Ils ont également des peintures d'anciens assistants hospitaliers et de la vie à l'infirmerie dans les premières années.
Les expositions notables incluent le Fenian Ram, le sous-marin conçu par John Philip Holland pour être utilisé par la Fenian Brotherhood et leur ancien Holland I. Le musée abrite également des archives de la vie et de l'œuvre de Holland. Une grande collection d'armes à feu Colt anciennes et la façade d'une maisonnette construite par Lou Costello pour ses enfants sont également exposées. Il y a une exposition d'équipements industriels des anciennes usines de tissage de la soie qui constituaient autrefois une partie importante de l'économie de Paterson, y compris des métiers à tisser automatisés. Le musée a une voie ferrée à son entrée, avec un train miniature en direct faisant le tour de la voie.

## Dans la culture populaire
Le premier conservateur en chef du musée était James Ferdinand Morton Jr. (en), qui a occupé le poste depuis la fondation du musée en 1925 jusqu'à sa mort en 1941. Morton était ami avec l'auteur HP Lovecraft, et sur la base de cette amitié, Lovecraft inclut le musée Paterson dans une scène. dans sa célèbre nouvelle de 1926 "L'appel de Cthulhu". La nouvelle de Lovecraft de 1935 "Celui qui hantait les ténèbres" comprend un artefact appelé Shining Trapezohedron ; il a été proposé que Lovecraft ait basé cet artefact sur un morceau trapézoïdal d'almandin exposé au musée Paterson.